# Cecilio Vega Domínguez
Cecilio Vega Domínguez OMI (* 8. September 1913 in Villamor de Órbigo; † 24. Juli 1936 in Pozuelo, Madrid) war ein spanischer Oblate der Makellosen Jungfrau Maria.
Die ersten Gelübde legte er am 15. August 1931 ab, 1934 die ewigen Gelübde. Er war Theologiestudent und hatte bereits die Subdiakonenweihe empfangen. Am 22. Juli 1936 wurde er im Rahmen der religiösen Verfolgung in Spanien zusammen mit seinen Mitbrüdern im eigenen Kloster gefangen genommen und am 24. Juli 1936 zusammen mit sechs weiteren Oblaten hingerichtet.
Die Seligsprechung der 22 spanischen Märtyrer der Oblaten, darunter auch Cecilio Vega Domínguez, erfolgte am 17. Dezember 2011 in der Kathedrale von Madrid.